# 2018年平昌オリンピックのトンガ選手団
2018年平昌オリンピックのトンガ選手団は、2018年2月9日から25日まで大韓民国江原道平昌で開催された2018年平昌オリンピックのトンガ選手団の名簿。

## 選手団
- 人員: 選手 1人
- 開会式旗手: ピタ・タウファトファ

## 種目別選手・スタッフ名簿及び成績

### クロスカントリースキー
| 選手                 | 種目           | 結果      | 時間差     | 順位  |
| -------------------- | -------------- | --------- | ---------- | ----- |
| ピタ・タウファトファ | 男子15kmフリー | 56分41秒1 | +22分57秒2 | 114位 |